# 阿拉巴馬美洲鱥
阿拉巴馬美洲鱥（學名：Notropis xaenocephalus），為輻鰭魚綱鯉形目雅羅魚科的其中一種，分布於北美洲美國田納西州東南部、喬治亞州西北部和阿拉巴馬州東部的庫薩河和塔拉普薩河流域，本魚呈長橢圓形且側扁，眼大、口近下位，體呈銀白色，背部深褐色，尾柄部有一黑斑，尾鰭叉形，體長可達7.9公分，棲息礫石底質、水流快速的溪流，生活習性不明。